# Herb Działoszyna
Herb Działoszyna – jeden z symboli miasta Działoszyn i gminy Działoszyn w postaci herbu przyjęty w statucie z 30 września 2008.

## Wygląd i symbolika
Herb przedstawia w polu złotym ceglany mur obronny czerwony o trzech rzędach cegieł. Na dwóch górnych rzędach koła złote na każdej cegle. Na murze trzy baszty, środkowa najwyższa. Każda baszta zwieńczona trzema okrągłymi blankami, środkowa blanka nieco większa od dwóch skrajnych. W wieżach bocznych po trzy okna w układzie jedno nad dwoma, w środkowej – cztery okna w układzie jedno nad jednym nad dwoma.
Mury miejskie to częsty element herbów miejskich. Symbolizują ich samorząd gwarantowany prawami miejskimi.

## Historia

Herb Działoszyna obowiązujący w latach 2003–2008

W stosunku do herbu przyjętego w statucie z 31 marca 2003, w herbie z 2008 umieszczono godło na zalecanej przez Komisję Heraldyczną tarczy typu hiszpańskiego, zmieniono układ okien, oraz proporcje niektórych elementów.
Miasto ustanowiło także medal Za zasługi dla miasta i gminy Działoszyn, na którego jednej stronie znalazł się herb w wersji zaszczytnej – z klejnotem w postaci trzech wież w wachlarz i labrami.